# قلعة سان غارسيا
قلعة سان غارسيا وقد تَردُ في بعض المصادر بالاسمِ الحرفي نقلًا عن الإسبانيّة فويرتي دي سان غارسيا هي حصنٌ يقعُ في الجزيرة الخضراء بإسبانيا. بُنيت هذه القلعة في ثلاثينيات القرن الثامن عشر ودُمّرت عام 1811 لحرمان الفرنسيين من الاستفادة منها، وما تبقى منها اليوم هو الأساس وأطلال القاعدة، لكنها مع ذلك تُعتَبر معلمًا تراثيًا ذو أهمية ثقافية لدى الإسبان.
دُمّرت التحصينات الإسبانية حول جبل طارق في عام 1810 لمنع استخدامها من قبل قوات نابليون، وقد أزال البحارة البرتغاليون التحصينات حول الخليج وكان هذا قبل وقتٍ قصيرٍ من وصول سلاح الفرسان الفرنسي إلى سان روكي القريبة. دُمّرت الخطوط الإسبانية الرئيسية من قبل العقيد السير تشارلز هولواي في 14 فبراير 1810، وفي أعقاب الانفجار الرئيسي، دُمّرت أبراج أخرى وقام متطوعون بإزالة الأنقاض.